# Либертарен социализъм
Либертарен социализъм (понякога наричан социален анархизъм , ляв либертарианизъм) е група от политически философии, които поддържат нейерархично, небюрократично общество без държава и без частна собственост върху средствата за производство.
Либертарен социализъм е политическа философия, насочена против авторитарната принуда и социалната йерархия, и по-конкретно срещу капиталистическите институции и държава.
Най-известните идеологически течения на либертарния социализъм са анархизма (в частност анархо-комунизъм и анархо-социализъм), комунизъм на съветите, автономен марксизъм и социална екология.
Либертарните социалисти воюват идейно за премахването на частната собственост върху средствата за производство и отменяне на държавата, като ненужни и вредни институции.